# 氣候變化經濟分析

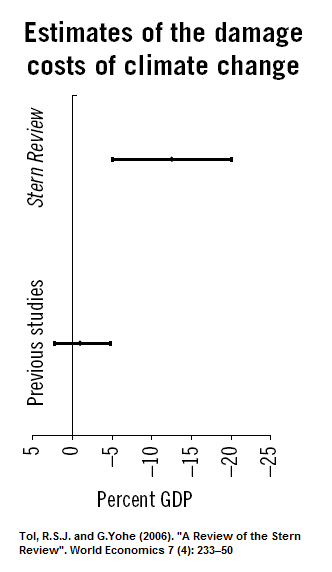
由獨立研究者所發表，有關氣候變化對於全球國內生產毛額（GDP）造成的損害（百分比）（圖下方）與2006年斯特恩報告內所提出估計（圖上方）的比較。

氣候變化經濟分析（英語：Economic analysis of climate change）敘述如何應用經濟思維、工具和技術來估算氣候變化造成損害的程度和分佈，還為大至涵蓋全球，小至只包括家庭於緩解和調適的政策和方法提供資訊。這個主題還包括替代經濟方法，例如生態經濟學和去增長。在氣候變化影響、調適和緩解之間的權衡取捨，透過成本效益分析予以分辨。針對氣候變化進行成本效益分析，使用的是綜合評估模型（integrated assessment models，IAM），這類模型將自然科學、社會科學和經濟學的各個方面予以結合運用。氣候變化對經濟的整體影響不易估計，但確會隨著氣溫升高後而增加。
氣候變化影響可作為一種經濟成本來衡量。:936-941這對市場影響而言特別適合，因其牽涉到市場活動，會直接影響到國內生產毛額（GDP） 。然而所產生的非市場影響（例如對人類健康和生態系統的影響）則難以貨幣形式表達（貨幣化）。因此對氣候變化作經濟分析具有挑戰性，主要這是種長期問題，且在國家內部和國家之間存在重大的分配問題。此外，它還涉及氣候變化造成的物理損害、人類應對和未來社會經濟發展方面均有不確定性。
在大多數運算模型中顯示的是控制溫室氣體排放，將全球平均升溫控制在2.5°C之內（相較於第一次工業革命之前的平均氣溫） 的效益會超過成本。沒有任何模型顯示什麼都不做（即"一切照舊"排放）是個好的做法。

此種經濟分析概念中包含有氣候變化緩解經濟學等子題目。緩解氣候變化的做法包括人類減少溫室氣體排放，或強化碳匯，從大氣中將其補集後予以封存。:2239

## 分析目的
氣候變化經濟分析是個總稱，包含對氣候變化影響，以及防止或減輕這類影響的措施所產生的經濟成本而進行的一系列調查。有多種經濟工具可供利用來達到目的。
例如在某些領域種中用作緩解氣候變化的政策，會對其他永續發展目標提供積極的貢獻（例如取消化石燃料補貼，可減少空氣污染，而避免人命損失的後果）。全球化石燃料直接補貼於2017年達到3,190億美元，如果將空氣污染等間接成本計入，則會增至5.2兆美元。在其他領域，用於減緩氣候變化的成本是將資源由本來預定用於社會和環境有益的投資轉移而來（稱為氣候變化政策的機會成本）。
氣候變化產生的經濟影響還包括因單獨國家或國家集團採取的任何緩解措施（例如將全球平均升溫限制在2°C以下）或調適措施（例如建造防洪設施），均會產生經濟後果。

## 類型

### 氣候變化的成本效益分析
目前標準成本效益分析（CBA）（也稱為貨幣化成本效益架構）已於氣候變化問題上運用。其中需要（1）使用支付意願原則（WTP）或接受補償意願（WTA）作為價值衡量標準來評估成本和收益，和（2）設定接受或拒絕的標準：
對於 (1)，在使用WTP/WTA的CBA中，氣候變化影響被轉換為貨幣價值，將環境影響轉換為消費等價物，並將風險以風險溢酬表達，用來將日後的價值（終值）折現，轉換成現值。
因為某些氣候變化影響（例如對生態系統和人類健康很難以貨幣價值表達，因此其成本和效益的評估可能會存有爭議。:936–938而且我們無從了解後代子孫的偏好，這會對成本和收益的評估產生影響。:4另一個問題是如何將未來氣候變化的風險予以量化。
對於(2)，採用的標準是卡爾多改進:3補償原則。根據此補償原則，只要從某個項目中有人受益，如其所得的益處高於其他人的受損，產生剩餘，結果就是明確的福利增益。如果沒衡量補償的機制，那麼就有必要為特定的個人設定受益或受損的權重，而達到可衡量與比較的目的。
但也有補償機制無法發揮作用的情況：緩解可能會以犧牲當代人的利益為代價而造福子孫後代，但子孫後代不可能補償前人的緩解成本。:4另一方面，如果是子孫後代承擔氣候變化的大部分成本，前人也無法對他們提供補償。另一種補償問題也存在於地區和人群之間，例如一些國家從緩解氣候變化中受益，而其他國家卻遭受損失，也無法保證贏家會提供補償給輸家。
雖然成本效益分析存在各種不確定性或可能會受到批評，但其確實有幾個優點：一是它提供內部一致的全面綜合影響分析。:955 此外，於敏感性分析時可將其中的關鍵假設做變動，而分辨出出資訊價值最高的領域，以及透過額外研究而可找出最高回報領域所在。:119
調適和緩解措施所產生的避免損害收益，分配方式並不相同。:653調適活動主要讓那些採取措施的人受益，而緩解活動也可讓那些可能沒參與的人受益。因此可將緩解措施視為提供普世的公共利益，而調適措施則是符合私人利益。但如果是由公共部門執行緩解措施，則會產生國家或是區域的公共利益。
在成本效益分析中，氣候變化影響、調適和緩解之間的權衡取捨明確。氣候變化中的分析採用的是綜合評估模型（IAM），結合有自然科學、社會科學和經濟科學的各方面。
在專為成本效益分析而設計的IAM中，由影響、調適和緩解的成本和效益均被轉換為貨幣後進行估算。有些人認為將成本和收益予以貨幣化有爭議性。透過比較行動產生的邊際成本與避免氣候變化損害而得到的邊際效用，以確定緩解和適應的"最佳"水平。:654但有關什麼算是"最佳"水平，則由研究者本身具有的主觀價值作判斷。
一常見的成本效益分析結果是短期內的最佳水平是進行適度的減排，而於長期則須採取較嚴格的減排。:298:20這種減排方式可能會導致升溫，比工業化前水平高3°C以上。:8有許多不確定因素會影響成本效益分析的結果，例如有關特定部門和國家的損傷函數（damage function）。<f name="toth" />:654

### 傳統經濟分析的替代工具
於制定氣候變化的決策時存在相當大的不確定性，對於如何進行也存在不同的態度，例如如何看待風險和對氣候變化影響的評估。此時風險管理可用於評估根據一系列標準或觀點制定的決策，且不限於特定類型的分析結果（例如貨幣化的成本效益分析）。:42
一些研究報告撰寫者重點關注氣候變化影響的分類分析（disaggregated analysis）。:23所謂"分類"指的是去評估不同指標或單位的影響，例如農業產量的變化和生物多樣性的喪失。相較之下，貨幣化的成本效益分析將所有影響轉換為一種共同單位（貨幣），用於評估福利經濟學的變化。

富裕國家（已開發國家）的人均溫室氣體排放量高於貧窮國家（開發中國家）的。當購買力平價GDP達到約1萬美金後，差異的增長即開始減緩。

## 方法與其構件

### 檢測氣候變化情景
由於全球暖化牽涉到長時間尺度和不確定性，促使分析者須制定未來環境、社會和經濟變化的情景」。有了這類情景，可幫助政府了解其決策執行後的可能結果。
氣候變化情景中預測的氣溫會受到科學上不確定性的影響（例如溫室氣體濃度與全球平均氣溫之間的關係，稱為氣候敏感度）。根據不同排放路徑對未來大氣中溫室氣體濃度的預測也受到科學上不確定性的影響，例如像森林等碳匯將如何受到未來氣候變化的影響。
氣候變化的經濟面向之一是設定未來經濟發展的情景。例如未來經濟發展可能會影響社會對未來氣候變化的脆弱性、未來的氣候變化影響，以及未來溫室氣體排放量。
在分析中，那些情景是針對對未來發展模式，採用不同假設而制定的。政府間氣候變化專門委員會（IPCC）制定的共享社會經濟路徑就是一例。這些路徑為未來的可能排放量提供廣泛的預測。
有些分析者制定一些情景，預測當前排放政策將持續到未來。這類情景有時被稱為"一切照舊"情景。:176
研究情景的專家往往喜歡使用"預測（projection）"（可解釋為根據理論，因此推論有可能會發生的結果），而非"預言（forecast/prediction）"（可解釋為根據目前的情況/計畫/意象而預期會發生的結果）。這種區分是為強調機率並未分配給情景，而未來的排放取決於現在和未來所做的決策。:75

### 氣候風險
另一種方法是不確定性分析，分析者試圖估計排放量未來變化的機率。
在成本效益分析中，所謂可接受的風險表示氣候政策的效益大於其成本。公共和私人決策者共同採用的標準規則是如果預期淨現值為正數，表示風險可接受。期望值是期望結果分佈的平均值。:25換句話說，它是針對特定決策的平均期望結果。標準成立是基於：
- 政策的利益和成本具有的機率為已知[23]
- 經濟主體（英语：economic agent）（人與組織）可透過保險和其他市場機制將風險分散出去。[23]

關於前述第二點，有人建議可購買保險來應對氣候變化產生的風險。政策制定者和投資者已開始認識到氣候變化對金融部門的影響，包括物理風險（財產、基礎設施和土地的損害）以及政策、技術以及消費者和市場行為變化所導致的轉型風險。金融機構越來越意識到須將低碳排放經濟學納入商業模式的必要性。
在科學文獻中，有時會關注氣候敏感性的"最佳估計"（"可能"值）。但從風險管理的角度來看，所謂"可能（likely）"範圍之外的數值仍有關聯性，因為雖然這些值的可能性較小，但仍有可能與更嚴重的氣候影響有關聯， （風險於統計上的定義 = 影響發生的機率 × 影響的嚴重程度）。:208
分析者也研究氣候敏感性的不確定性如何影響到氣候變化影響的經濟估計。成本效益分析 (CBA) 的政策指導可能會因所採用不同的假設而有相當不同的結果。研究人員Hassler等人（Hassler et al.）使用綜合評估模型來檢查一系列估計值，以及遭遇極端情況時會發生的結果。
在存有不確定性的情況下，思考氣候變化決策問題的兩種相關方法：迭代風險管理（iterative risk management）和順序決策（sequential decision making）。:612–614 依據風險作考量的方法中會列入的因素包括例如低機率的最壞情況影響可能性。

### 順序決策

Granger Morgan et al. (2009)研究人員格蘭傑·摩根等人等人（Granger Morgan et al.，2009年）的報告建議對深度不確定的情況，可採用迭代與調適性的決策模式應對，而非等待所有關鍵不確定情況都有答案後才開始行動 。

應對全球暖化不確定性的方法之一是採取順序決策的策略。所謂順序決策是指決策者在做出最終決策之前對過程進行持續觀察的過程。這種策略體認到有關全球暖化的決策須根據不完整的資訊情況下做出，而在短期內所做的決策將會產生可能的長期影響。政府可將風險管理作為應對全球暖化政策的一部分。:203
依照順序決策的模式體認到隨著時間演進，與氣候變化相關的決策可依靠改進的資訊而進行改善。由於氣候變化是個長期性問題，這種做法尤其重要。關注減少未來氣候影響進行的近期避險策略可能有利於執行嚴格的近期減排措施。如前所述，由於二氧化碳會在大氣中隨時間累積，為將大氣中二氧化碳的濃度穩定住，就須從目前開始大幅減少排放。嚴格的近期減排可為未來的低濃度目標（例如設定為450百萬分比（ppm））提供更大的靈活性。換個說法，嚴格的短期減排可被視為具有長期較低濃度的期權價值（option value）。如果近期減排不夠嚴格的話，這個期權價值將會喪失。
另一方面，有人會認為資訊會隨著時間的演進而改改善，帶來更多好處，而建議採取較為溫和的近期減排量方法。另一種看待這個問的方式是考慮到未來氣候變化影響（例如對生態系統的損害）具有潛在不可逆轉性，因此必須進行不可逆轉的減排投資行動。

### 具有韌性和調適性的策略
研究人員格蘭傑·摩根等人（Granger Morgan et al.，2009年）提出在面臨高度不確定性時，有兩種特別具有吸引力的相關決策管理策略。第一個是韌性策略，目的是找出一系列可能的未來情況，然後選擇在所有狀況中都能發揮良好作用的方法。第二個是調適性策略。此想法是選擇可隨著未來進程之內學習到更多，而作改進的策略。格蘭傑·摩根等人將這兩種方法與成本效益方法進行對比，以找出最佳策略。

### 投資組合理論
根據風險而擬定策略的其中一例是現代投資組合理論。顯示對不確定性的合理反應是創造廣泛的可能反應組合。就氣候變化而言，緩解措施可被視為減少氣候變化影響發生機會的工作。:24而調適措施可作為防止不利影響發生時的保險作法。與這些影響相關的風險也可透過此措施而被分散。氣候變化相關研究是政策組合中的一部分，可為未來決策提供幫助。技術研究有可助於降低未來成本的潛力。

### 最佳選擇與風險規避
透過決策分析以取得的最佳結果取決於如何定義"最佳"。決策分析需要設定選擇標準。在採用貨幣化成本效益分析的決策分析中，最佳政策是從經濟角度進行評估。 於成本效益分析貨幣化的最佳結果是將淨收益最大化。另一類型的決策分析是成本效果分析分析。此處所提的成本效果分析的目的是在最大限度內將淨成本降低。
貨幣化成本效益分析可用於設定政策目標，例如應允許排放量隨時間有多少增長。在此評估中也將減排的好處納入。
而成本效果分析與貨幣化成本效益分析不同，成本效果分析並未提出最佳的氣候政策。例如成本效果分析可用於找出如何以最低成本來穩定大氣溫室氣體濃度。但穩定目標的選擇（例如是450ppm，或是550ppm二氧化碳當量）並非由此分析本身來"決定"。
決策分析中於採用選擇標準時具有主觀的性質。這種標準選擇是在分析之外進行的（外源性變數，參見外源性與內生性變數）。會影響作此選擇的因素之一是看待風險的態度。風險迴避描述的是某人願意或不願意承擔風險的程度。有證據顯示大多數（但非全部）個人更喜歡某些由不確定性產生的結果。有迴避風險傾向的個人喜歡減少最壞可能結果的決策標準，而尋求風險的人則喜歡將最佳可能結果極大化的決策標準。就投資報酬率而言，如果整個社會是傾向迴避風險的，可能會願意接受一些預期回報為負的投資，例如緩解措施。此類投資可能有助於減少未來氣候損害的可能性，或是降低調適成本。

### 為國際公共財付費

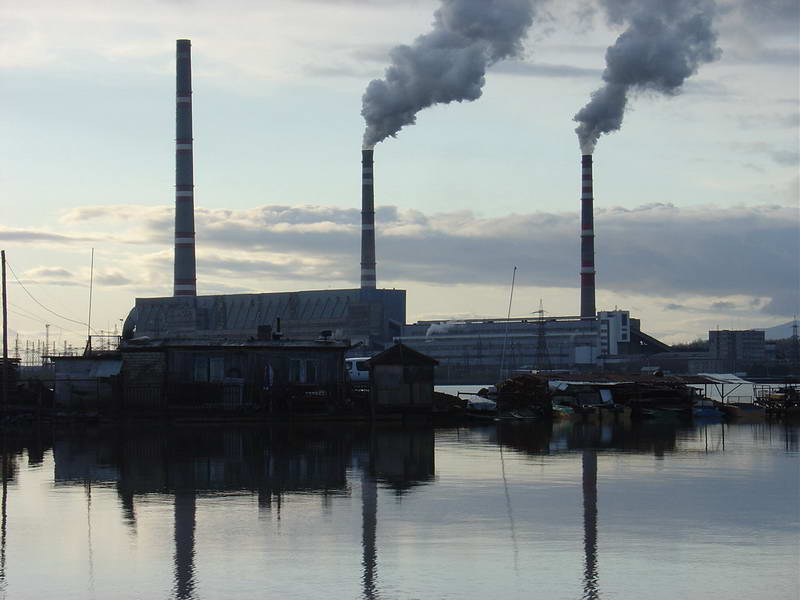
一座位於俄羅斯濱海邊疆區波扎爾斯基區盧切戈爾斯克的燃煤火力發電廠。如果有碳定價措施的話，就可對其排放的二氧化碳徵稅，或是設定排放限額。

一些早期研究顯示統一的碳稅將是種公平有效的減排方式。:103–104碳稅是一種皮古稅，根據燃料的碳含量來徵收。:92另一種皮古稅的形式是根據財產權來徵收。一個實際的例子是歐盟排放交易體系 - 個人或公司擁有排放權（碳信用），可於公開市場上交易。
本節摘自碳稅英文版。
碳稅是對生產商品和服務所產生的碳排放而徵收的稅。碳稅的目的是讓"隱藏"碳排放的社會成本變得可見，否則這些成本只會透過更嚴重的天氣事件等間接方式讓世人感受到。碳稅是透過提高會排放溫室氣體化石燃料的價格來減少溫室氣體排放。此法不僅可降低對會產生高排放的商品和服務的需求，也可激勵將排放強度降低。最簡單的碳稅形式是僅涵蓋二氧化碳排放，但也可涵蓋其他溫室氣體（例如甲烷或一氧化二氮），根據其全球暖化潛力轉換成二氧化碳當量來徵稅。當碳氫化合物燃料（例如煤、石油或天然氣）燃燒時，其內含的大部分或全部碳都會轉化為二氧化碳（一種溫室氣體）而導致氣候變化，繼而損害環境及人體健康。可透過在產品週期的任何時刻依碳含量徵稅來減少其負外部性。據此，碳稅是比古稅中的一種。研究顯示實施碳稅可有效減少排放。許多經濟學家認為徵收碳稅是應對氣候變化最有效（成本最低）的方式。已有77個國家和100多個城市承諾在2050年實現淨零排放。截至2019年，已有25個國家實施或計劃實施碳稅，而有46個國家透過碳稅或是碳排放交易計劃對碳實行某種形式的定價。

### 碳的社會成本
本節摘自碳的社會成本。
所謂碳的社會成本（SCC）是在任何時間點排放碳所造成影響的邊際成本。對排放每噸的碳（二氧化碳）定價的目的是幫助人們評估遏制氣候變化的調整是否合理。碳的社會成本是一種專注於對有證據的"自然狀態"市場失靈而採取糾正措施的評估。IPCC建議碳定價為100美元/噸二氧化碳當量，預計此舉到2030年，可將全球溫室氣體排放量比2019年水準至少減少一半。
由於經濟反饋與全球GDP成長率下降，幾項著名的碳社會成本節約模型於2021年計算出的損失為超過3,000美元/噸二氧化碳當量，而政策建議碳定價的範圍約為每噸二氧化碳當量為50美元至200美元。:22
聯合國做過許多導致氣候變化溫室氣體排放量的統計，並以公噸/二氧化碳當量和公噸/碳為單位表達全球排放量。 

### 經濟成長對排放的影響

聯合國溫室氣體排放差距報告（UN Emissions Gap Report，2021年發表） 顯示最富有，佔全球人口1%的溫室氣體排放數量，是全球最貧窮，佔全球人口50%排放量的兩倍多。為達成控制全球升溫在1.5°C之內，前者必須將當前的排放減少達到30的倍數，而後者只需減少達到3的倍數即可。

全球不同所得地區的二氧化碳排放量各不相同，但常態是所得越高群組的排放量也會越高。全球高所得，頂端1%人口的排放量是低所得，底層1%人口的一千倍。

有人說經濟成長是二氧化碳排放的關鍵驅動因素。:707但後來（2022年末）有其他人表示經濟成長無需更高的排放量。經濟擴張對能源和能源密集商品的需求會隨之增加，繼而推高二氧化碳排放量。而另一方面，經濟成長將可推動技術變革並提高能源效率。經濟成長可能與某些經濟部門的專業化有關。如果專業化集中在能源密集產業，特別是碳能源，那麼經濟成長和排放增長之間就會存在緊密的聯繫。如果專業化是在能源密集度較低的行業，例如服務業，那麼經濟成長和排放成長之間可能存在較弱的關聯。
許多文獻都著重於"庫茲涅茨曲線"假說，此假說假設在發展的早期階段，人均污染和人均國內生產總值朝同一方向移動，當超過一定收入水準後，人均排放量將隨著人均GDP的增加而減少，而在人均GDP與污染之間形成倒U型關係。但計量經濟學文獻既不支持庫茲涅茨曲線假設的樂觀解釋（即排放成長問題將可自行解決），也不支持悲觀解釋（即經濟成長不可逆轉地與排放成長聯繫在一起）。而是有人認為經濟成長和排放成長之間存在一定程度的彈性。

#### 全球經濟不平等
於2019年所做的一項模型研究，發現氣候變化會將全球經濟不平等加劇。寒冷地區的富裕國家或是感受不到氣候變化對整體經濟的影響，或可能從中受益，而炎熱地區貧窮國家的經濟成長很可能會比假設全球並無暖化時更低。這項觀察結果部分源於一個事實：溫室氣體排放主要來自高收入國家，而低收入國家則受到負面影響。因此是高收入國家產生大量排放，但其影響對不同低收入國家產生的威脅有差異，這些低收入國家無法獲得資源從影響中復原。這現象更進一步將窮人和富人之間的不平等擴大，而阻礙永續發展進行。氣候變化的影響甚至可能進一步會導致數百萬人陷入貧困。

## 緩解措施的成本估算
估算緩解所需的成本取決於基線（在這種情況下，是與替代情景進行比較的參考情景）、成本建模方式以及對未來政府政策的假設。:622特定地區的緩解成本估算取決於該地區未來“允許”的排放量，以及採取干預的時機。:90
減排成本將依據據減排方式和時間的不同而有變化：但及早、周密計劃的行動會讓成本最小化。將全球升溫控制在2°C以下，其獲益會超過花費的成本。 
許多經濟學家估計緩解氣候變化所需的成本會佔國內生產毛額（GDP）的1%到2%。 在2018年所做的一項估計顯示，每年花費1.7兆美元可將溫度升高限制在1.5°C。這是一筆巨款，但仍遠低於各國政府為化石燃料行業提供的補貼，國際貨幣基金組織（IMF）估計這種成本每年超過4.7兆美元。 但到2022年底，許多人認為將溫度限制在1.5°C是個在政治上不可能的任務。
緩解措施產生的經濟影響會因地區和家庭而異，取決於政策設計和國際合作水平。全球合作有所延遲會增加各地區的政策執行成本，特別是在目前碳密集度較高的地區。具有統一碳值的路徑顯示在碳密集度更高的地區、化石燃料出口地區和較貧困地區，減緩成本會更高。以GDP或貨幣形式表示的總量數字，會低估對較貧窮國家中家庭的經濟影響，對當地福利和福祉的實際影響會相對較大。

## 挑戰與爭論
使用綜合評估模型來衡量氣候變化對經濟的影響有許多好處。:954它可直接比較不同地區和時間之間所受到的影響。由此造成的影響可與其他環境問題所造成的作比較，也可將避免這些影響所產生的成本間作比較。採綜合評估模型會碰到的的一個問題是此法經常將不同的影響簡化為少量指標。導致有人會辯稱這種分析在某些情況下並不適用，例如將死亡率和物種多樣性喪失貨幣化。而另一方面，如果避免影響確實存在貨幣成本，則可能無法避免對這些影響採貨幣化的評估。:364

### 效率與公平性
對於該由誰去承擔調適和減緩的成本，尚未有共識出現。:29關於如何分攤透過排放交易體系取得的稅收或系統的成本和收益，也存在多種不同的爭論。
一種處理法是從誰透過公共財中受益最多的角度來考慮。這種方法對不同收入階層之間存在不同偏好的情況也很敏感。公共財被視為與私有財具有相同的性質，使用者必須為其付費。有些人會比其他人從公共財中受益更多，而在沒繳納福利稅賦的情況下會造成不平等。雖然已對全球暖化的成本和收益的分配進行過一些估計，但有關公共財的一個困難點是如何確定何人的確從其中受益。此外，這種分析法也沒提供如何將氣候政策剩餘收益分享的指引。
有第二種方法被提出 - 根據經濟學和社會福利函數。要計算社會福利函數，需要總結氣候變化政策和氣候變化本身對所有受到衝擊個人的影響。這種計算涉及許多複雜和有爭議的公平問題。:460例如把對人類健康的某些影響貨幣化。關於把對一個人產生的利益用以抵消對另一個人的負面影響，這問題也存在爭議。 :958這些與公平和總結有關的問題無法完全透過經濟學來解決。:87
在福利經濟學傳統上所使用的功利主義基礎上，有個論點，讓富裕國家承擔大部分的緩解負擔。.但當採用不同的模型，可能會產生另一種不同影響的結果。如果採取一種對較貧困人口的利益賦予較低權重的方法，所產生的結果是督促富裕國家採取緩解行動的論點就會弱得多。評估較貧窮國家受到的氣候變化影響低於富裕國家所受到的（無論是在政策或是氣候變化的影響）會與觀察到由富裕國家提供的對外援助的支出中表現一致。:229
第三種方法是從誰對問題產生最大影響的角度來看待。由於工業化國家排放人類造成的溫室氣體進入大氣中數量佔三分之二以上，這種方法表明工業化國家應該承擔成本的最大部分。這種排放存量被描述為"環境債務"。:167但從效率角度而言，此種觀點並未獲得支持，原因為效率需要前瞻性的激勵，而非回顧性的。:29歷史責任問題是個倫理學的問題。有人建議已開發國家可透過向開發中國家支付補償費來解決問題。:167

### 保險與市場
傳統保險的運作原理是將風險轉移給更有能力或更願意承擔風險的人，同時也透過風險分擔的方式發揮作用。:25由於氣候變化的風險在某種程度上是相關的，而會把風險分擔的有效性降低。但有理由相信不同地區會受到不同氣候變化的影響。這表明分攤可能有效。由於開發中國家似乎最有可能受到氣候變化影響的風險，已開發國家可以針對這些風險提供保險覆蓋。
多項研究（包括非營利組織碳揭露專案的和大型保險組織瑞士再保險）顯示除非世界在短期內大幅減少溫室氣體排放，否則到2050年，疾病、海平面上升、農作物減產以及氣候變化造成的其他危害將會對全球經濟產生重大影響。瑞士再保險的評估顯示除非充分減少溫室氣體排放，否則世界經濟的產出將每年減少23兆美元，因此研究結論是氣候變化將影響保險業對各種風險的定價方式。
報告撰寫者指出商業保險市場無法充分承保與氣候變化相關的風險的幾個原因。:72根據一份刊載於Eurofi Magazine的報導，歐洲目前僅有四分之一因為極端天氣，或是與氣候事件導致的經濟損失可獲得保險的覆蓋，而存在巨大的保險缺口，這類風險的可承保性與定價的相關風險成為保險業與政策制定者關切的問題，不予妥善應對與處理，缺口會將會更為擴大。

#### 風險金融市場
利用保險來應對氣候變化有幾種選擇。:72一種做法是在國家之間締結具有約束力的協議。遭受氣候相關損失高於平均水準的國家將得到低於平均損失的國家的援助。這將是一種相互保險合約。

### 不完整的估計
由經濟學學家尼古拉斯·斯特恩於2006年為英國政府撰寫的斯特恩報告也預測，由於氣候相關成本，世界GDP將減少幾個百分點。但報告可能忽略難以透過經濟方式作量化的生態影響（例如人類死亡或生物多樣性喪失）或經濟後果將以緩慢步伐顯現的事件。因此，報告中提供的成本數字可能會受到低估。

## 氣候變化的經濟影響

根據一份於2022年發表的報告，全球排放溫室氣體大國所造成的經濟損失排名。其中提起美國的排放造成其他國家的損失幾近2千億美金。

### 對不同行業的影響
全球許多部門都會受到氣候變化的影響，包括畜牧業、林業和漁業。其他對氣候變化敏感的產業包括能源、保險、旅遊和休閒活動產業。但氣候變化對大多數部門的確切影響仍不確定。:790

#### 健康與生產力
對氣候變化於健康影響的研究結果，發現其產生的成本於總數中佔有中甚大的比例。:415
國際勞工組織於2019年發表標題為《在更溫暖的星球上工作：熱壓力對勞動生產力和合宜工作的影響》的報告，稱即使將氣溫上升限制在1.5°C，到2030年的氣候變化每年造成的生產力損失將達到所有工作時數的2.2%。這相當於8,000萬個全職工作崗位，即2.4兆美元。預計受影響最嚴重的部門是農業，預計將佔所有損失的60%。建築業預計也會受到嚴重影響，佔損失的19%。其他面臨最大風險的部門是環境產品和服務、廢棄物收集、醫療急救、維修、交通運輸、旅遊、體育和某些形式的工業工作。估計全球每年有350萬人因燃燒化石燃料所造成的空氣污染而過早死亡。達成氣候目標，取得的健康效益遠超過採取行動而產生的成本。逐步淘汰化石燃料對健康的好處以金錢衡量（由經濟學家根據每個國家的生命價值估算）遠高於達成《巴黎協定》中設定升溫不超過2°C目標所需的成本。

假設全球二氧化碳排放情景（分為高與低兩種，對比基期為1981年-2010年的30年期間平均值），而導致2041年-2070年的30年期間，與2071年-2100年的30年期間冬季奧林匹克運動會比賽場地適用性（有足夠的降雪量）的預測。

#### 農業和基礎設施
- 氣候變化的影響在農業領域中有很大的地區差異現象，[2]:938由於農業和水資源在較貧窮的國家經濟中有重要作用，它們更容易受到氣候變化和極端天氣事件的影響。[126]
- 一項與於2007年所做關於供水方面的文獻審查，預測成本很可能會超過收益。預測成本包括為防止洪水和乾旱而建設的基礎設施投資需求。[127]:191
- 根據一項於2007年所做的估計，除可能發生的氣候突變之外，發生大型國家或大型區域範圍的極端天氣事件的經濟成本不太可能超過當年經濟總量的幾個百分點。[128]:377在較小的地區，特別是開發中國家，根據估計（高置信度），在極端事件發生的年份所造成的短期損失可能會達到GDP的25%以上。
- 道路、機場跑道、鐵路線和管道（包括石油管道、下水道、供水幹管等）可能需要增加維護和更新，因為它們會受到更大的溫度變化，並暴露在不符合其最初設計規格的天氣條件下。[129]

### 整體影響
所謂整體影響是氣候變化跨部門和/或地區的影響的總和（IPCC，2007a：76）。在估算整體影響時，存在許多困難，例如預測社會調適的能力，以及估計未來經濟和社會將如何進展（研究人員Smith等研究報告，2001年：941）。研究人員也需要對不同經濟部門、不同地區、不同時期發生的影響的重要性做出主觀的價值判斷。
自1970年代以來，極端天氣事件導致的全球損失呈現成本迅速上升的趨勢。社會經濟因素（例如人口增長和財富增加）是導致觀察到的全球損失趨勢之一。但要將社會經濟因素和氣候變化對觀察到的相對影響量化，有其困難。但此一趨勢確實顯示社會系統的氣候變化脆弱性越來越大。
研究人員施耐德等人（Schneider et al.，2007:790）所做的研究預測，如果氣溫升高1-3°C（相對於1990-2000年期間的平均氣溫），世界生產總值可能會增加，這主要是源自農業部門的整體效益增加。在施耐德等人看來，這些估計的置信度不高。 研究人員Stern（2007年）利用風險溢酬基本經濟學概念（由研究人員Yohe等提出，2007年：821）以評估氣候變化的影響。Stern發現如果氣候變化無法緩解，可能會導致福利減少，相當於全球人均消費持續平均下降至少5%。 Stern的研究同時受到其他經濟學家的批評和支持（參見斯特恩報告）。 IPCC第四次評估報告中第一工作組（WG I）報告的結論是："對成本的總體估計將不同部門、地區和人口之間影響的顯著差異掩蓋住，並且非常可能（very likely）將損害成本低估，原因是無法將許多不能量化的影響列入。"

#### 敏感度分析
敏感度分析的做法是在總體分析中將假設變動，以了解其對結果會產生何種影響（研究人員Smith等（Smith et al.）, 2001年:943）：
- 損害函數圖形的形狀：這將與影響大氣溫室氣體濃度的變化作連結。關於這類函數圖形的正確形狀（例如線性或三次方性）的資訊很少。與線性函數相比，三次函數在溫度小幅上升時顯示出比線性函數相對較小的破壞，但在較高溫度下則顯示出急劇增加的破壞。
- 氣候變化率：這被認為是造成影響的一個重要因素，通常是因為它影響到調適需要花費的時間。
- 折現率和時間範圍：綜合分析中採用的模型顯示氣候變化最嚴重的影響會在未來發生。因此估計的影響對時間範圍（英语：time horizon）（特定的研究中未來影響發生的時間）和折現率（用於將未來發生的影響折現為現在的價值）會很敏感。
- 福利標準設定：綜合分析中對不同地區和不同時間發生的影響的權重（即相對重要性）特別敏感。 研究人員Fankhauser等人（Fankhauser et al.，1997年) 和Azar （1999年）的研究發現，對影響分佈的更多關注導致對整體影響的預測更加嚴格。
- 不確定性：通常會透過敏感度分析進行評估，但也可作為避險行為來看待。 歐洲氣候與能源建模論壇（European Climate and Energy Modelling Forum，簡稱EMF（1997年））發現，避險的方式取決於社會對氣候變化風險的風險迴避程度，以及為這些風險投保的可能成本。

### 估計
氣候變化引發的極端天氣事件於2017年造成至少1,000億美元的損失。時間越拉長，越可看到影響程度，"估計在過去20年裡已有50萬人因極端天氣事件而死亡，損失達到3.5 兆美元"。氣溫升高後將導致經濟損失加速。:16於2017年針對獨立經濟學家所做的氣候變化影響的調查發現，未來損失預計"佔全球每年GDP的2%到10%，甚至更多"。
美國政府於2018年11月提出的報告提指出由於氣候變暖，源自地理、人口和技術的巨大變動，該國的GDP可能會下降10%。
於2018年所做的一項研究發現如果各國遵守《巴黎協定》中設定的限制升溫2°C目標，與非常高的排放情景比較，全球到2100年可產生一年接近1.7兆美元的經濟利益。
於2019年所做的一項研究顯示氣候變化造成的經濟損失遭到低估，且可能是嚴重低估，有出現災難性黑天鵝事件的可能。預計碳密集型產業和投資者的擱淺資產將會大幅增加，並可能對整個世界經濟產生逐漸擴大的漣漪效應。
於2020年所做的的一項研究估計到2100年，依據各國自訂貢獻與將升溫控制在1.5°C內或遠低於2°C的行動相比，氣候變化造成的經濟損失可能會額外增加12.7至61.6兆美元。而到2100年，如各國未能履行自訂貢獻，將導致經濟損失達到15.0-79.2兆美元。在研究中敘述的減緩行動是透過各國優化本國經濟來實現。
世界經濟論壇於2020年將氣候變化列為全球經濟和社會面臨的最大風險。
管理諮詢公司麥肯錫於2020年發布一份關於氣候變化對當前和未來經濟影響的報告。稱數千億美元和數億人的生命處於危險之中。而氣候變化應會對企業和政府領導人的決策產生強烈的影響。例如報告提出到2050年，社會經濟影響可能會比現在的水平增加2-20倍。
全球氣溫升高後，氣候變化對經濟的整體影響隨之增加。例如將全球升溫限制在1.5°C內，與升溫3.66°C（代表一種不採緩解行動的暖化水平）相比，預計總損害會減少90%。於2018年所做的一項研究發現如果將升溫限制在3°C（不將達到氣候臨界點的潛在影響列入考慮），全球於本世紀末的GDP將下降3.5%。另一項研究指出當不考慮臨界點時，全球經濟受到的影響被低估二到八倍。牛津經濟研究院（Oxford Economics）所發表的一項高排放情景研究中，在氣溫於2050年上升2°C的情景下，全球GDP會減少2.5-7.5%。而到2100年，氣溫將會上升4°C，在最壞情況時，全球的GDP可能會減少30%。
瑞士再保險於2021年發表的一項研究報告估計，全球氣候變化（與沒變化的情況相比）可能會讓全球經濟於2050年的產出減少11-14%，即每年減少2.3兆美元。根據這項研究，美國等富裕國家的經濟可能會萎縮約7%，而一些開發中國家將遭受重創，損失約20%，在某些情況下的損失甚至會達到40% 

## 註記
1. 1 2 3  tCO2e is defined as "tonnes of carbon dioxide equivalent".[152]

### 資料來源
- IPCC AR5 WG2 A, Field, C.B.;  et al , 编, , Cambridge University Press, 2014, （原始内容存档于2014-04-16）. Archived
- IPCC. Masson-Delmotte, V.; Zhai, P.; Pörtner, H. O.; Roberts, D.;  et al , 编.  (PDF). Intergovernmental Panel on Climate Change. 2018  [2023-11-20]. （原始内容存档 (PDF)于2019-08-20）.
- IPCC TAR SYR, Watson, R. T.; the Core Writing Team , 编, , Contribution of Working Groups I, II, and III to the Third Assessment Report of the Intergovernmental Panel on Climate Change, Cambridge University Press, 2001  [2013-05-21], ISBN 0-521-80770-0, （原始内容存档于2018-11-03） (pb: 0-521-01507-3).
- IPCC TAR WG2, McCarthy, J. J.; Canziani, O. F.; Leary, N. A.; Dokken, D. J.; White, K. S. , 编, , Contribution of Working Group II to the Third Assessment Report of the Intergovernmental Panel on Climate Change, Cambridge University Press, 2001  [2019-08-02], ISBN 978-0-521-80768-5 (pb: 0-521-01500-6).
- IPCC AR4 WG2, Parry, M.L.; Canziani, O.F.; Palutikof, J.P.; van der Linden, P.J.; Hanson, C.E. , 编, , Contribution of Working Group II to the Fourth Assessment Report of the Intergovernmental Panel on Climate Change, Cambridge University Press, 2007  [2023-11-20], ISBN 978-0-521-88010-7, （原始内容存档于2018-11-10） (pb: 978-0-521-70597-4).

- House of Lords, , London, UK: The Stationery Office, 2005-06-21  [2023-11-20], （原始内容存档于2023-04-08）. High-resolution PDF versions: HL 12-I (report) （页面存档备份，存于）, HL 12-II (evidence) （页面存档备份，存于）.
- IPCC SAR WG3, Bruce, J. P.; Lee, H.; Haites, E. F. , 编,  (PDF), Contribution of Working Group III to the Second Assessment Report of the Intergovernmental Panel on Climate Change, Cambridge, UK: Cambridge University Press, 1996  [2023-11-20], ISBN 978-0-521-56051-1, （原始内容存档 (PDF)于2018-12-23） (pb: 0-521-56854-4)

- IPCC TAR WG3, Metz, B.; Davidson, O.; Swart, R.; Pan, J. , 编,  (PDF), Contribution of Working Group III to the Third Assessment Report of the Intergovernmental Panel on Climate Change, Cambridge University Press, 2001  [2022-01-17], ISBN 978-0-521-80769-2, （原始内容存档 (PDF)于2023-03-22） (pb: 0-521-01502-2).

- IPCC AR4 WG3, Metz, B.; Davidson, O. R.; Bosch, P. R.; Dave, R.; Meyer, L. A. , 编,  (PDF), Contribution of Working Group III to the Fourth Assessment Report of the Intergovernmental Panel on Climate Change, Cambridge University Press, 2007  [2023-11-20], ISBN 978-0-521-88011-4, （原始内容存档 (PDF)于2021-03-19） (pb: 978-0-521-70598-1).

## 外部連結
- Centre for Climate Change Economics and Policy （页面存档备份，存于） at University of Leeds and London School of Economics.
- "The economics of climate change" （页面存档备份，存于）. 2020 lecture by William Nordhaus, Sterling Professor of Economics at Yale University
- "From Climate Crisis to Real Prosperity" （页面存档备份，存于）. 2020 Reith lecture by Mark Carney, COP26 finance advisor

Template:氣候變暖